# 4 شعبان
- السبت
- الأحد
- الاثنين
- الثلاثاء
- الأربعاء
- الخميس
- الجمعة

- 2525 يناير 2025
- 2626 يناير 2025
- 2727 يناير 2025
- 2828 يناير 2025
- 2929 يناير 2025
- 3030 يناير 2025
- 131 يناير 2025
- 21 فبراير 2025
- 32 فبراير 2025
- 43 فبراير 2025
- 54 فبراير 2025
- 65 فبراير 2025
- 76 فبراير 2025
- 87 فبراير 2025
- 98 فبراير 2025
- 109 فبراير 2025
- 1110 فبراير 2025
- 1211 فبراير 2025
- 1312 فبراير 2025
- 1413 فبراير 2025
- 1514 فبراير 2025
- 1615 فبراير 2025
- 1716 فبراير 2025
- 1817 فبراير 2025
- 1918 فبراير 2025
- 2019 فبراير 2025
- 2120 فبراير 2025
- 2221 فبراير 2025
- 2322 فبراير 2025
- 2423 فبراير 2025
- 2524 فبراير 2025
- 2625 فبراير 2025
- 2726 فبراير 2025
- 2827 فبراير 2025
- 2928 فبراير 2025

4 شعبان أو 4 شعبان المُعَظّم أو يوم 4 \ 8 (اليوم الرابع من الشهر الثامن) هو اليوم الحادي عشر بعد المائتين (211) من أيَّام السنة (أو الثاني عشر بعد المائتين لو كان شهر جمادى الآخرة مُتممًا لليوم الثلاثين أو الثالث عشر بعد المائتين لو أتم كلاً من صفر وربيع الآخر وجمادى الآخرة ثلاثين يوماً) وفق التقويم الهجري القمري (العربي). يبقى بعده 143 أو 144 يومًا لانتهاء السنة.

## أحداث
- 694 هـ - الإلخان المغولي غازان يعتنق الإسلام ويسمي نفسه محمود، وبسبب إسلامه أسلم مائة ألف من عسكره وغيره.
- 1334 هـ - بدء الثورة العربية على الدولة العثمانية بقيادة حاكم مكة الشريف حسين بن علي.
- 1367 هـ - بدء الهدنة الأولى في فلسطين بين الجيوش العربية والعصابات اليهودية، وكان الوسيط الدولي في هذه الهدنة الكونت "فولك برنادوت"، الذي اغتاله اليهود بسب اقتراحه وضع حد للهجرة اليهودية في فلسطين، ووضع القدس كلها تحت السيادة الفلسطينية.
- 1401 هـ - طائرات F16 الإسرائيلية تقصف المفاعل النووي العراقي الواقع بالقرب من بغداد، وتحوله إلى ركام خلال ثوانٍ معدودات، وبرّر رئيس الوزراء الإسرائيلي مناحيم بيجن هذا الاعتداء بأن العراق كان يطور أسلحة نووية.
- 1429 هـ - انقلاب عسكري في موريتانيا بقيادة الجنرال محمد ولد عبد العزيز يطيح بالرئيس سيدي محمد ولد الشيخ عبد الله وذلك بعد قيامة بإقاله عدد من العسكريين في الجيش، وقرر العسكريون اعتبار الرئيس ولد الشيخ عبد الله رئيسًا سابقًا وقاموا بتشكيل مجلس دولة برئاسة الجنرال ولد عبد العزيز.
- 1433 هـ - تشكيل الحكومة السورية الجديدة برئاسة رياض فريد حجاب.
- 1435 هـ - حكومة الوفاق الوطني الفلسطيني تؤدي اليمين الدستورية برئاسة رامي الحمد الله.
- 1436 هـ - 21 قتيلًا وأكثر من 100 جريح في تفجير انتحاري أثناء أداء صلاة الجمعة في أحد مساجد محافظة القطيف السعودية.
- 1437 هـ - السُلطات البنجلاديشية تُنفذ حكم الإعدام شنقاً بِحق زَعيم الجماعة الإسلامية في البِلاد مطيع الرحمن نظامي.

## مواليد
- 26 هـ - العباس بن علي بن أبي طالب، أخو الحسين وأحد أصحابه في معركة كربلاء.
- 1274 هـ - أحمد مفتاح العماري، شاعر وناثر مصري.
- 1341 هـ - نزار قباني، شاعر سوري.
- 1342 هـ - هاجر حمدي، ممثلة مصرية.
- 1344 هـ - أحمد فؤاد محيي الدين، رئيس وزراء مصر.
- 1346 هـ - عبد اللطيف الفيلالي، رئيس وزراء المغرب.
- 1347 هـ -
  - شفيق جلال، مغني مصري.
  - عليه عبد المنعم، ممثلة مصرية.
- 1359 هـ - وحيد جلال، ممثل لبناني اشتهر بأداء صوت شخصية سيلفر الكرتونية.
- 1364 هـ -
  - سميرة محسن، ممثلة مصرية.
  - محمد سعيد، رجل دين جزائري.
- 1368 هـ - يونس شلبي، ممثل مصري.
- 1373 هـ -
  - لويزة حنون، سياسية جزائرية.
  - فاضل المالكي، عالم دين وخطيب مرجع شيعي عراقي.
- 1379 هـ -
  - راشد الشمراني، ممثل سعودي.
  - عبد العزيز جاسم، ممثل قطري.
- 1403 هـ -
  - نانسي عجرم، مغنية لبنانية.
  - رانيا أحمد، ممثلة سورية.
- 1404 هـ - بدر صالح، ممثل كوميدي سعودي.
- 1407 هـ - أسامة الدراجي، لاعب كرة قدم تونسي.
- 1410 هـ - نورس يكن، شاعر سوري.

## وفيات
- 440 هـ - أبو سعيد أبو الخير، شيخ عارف وشاعر مسلم فارسي.
- 454 هـ - المعز بن باديس، السلطان الرابع في سلسلة سلاطين دولة بني زيري بالمغرب.
- 683 هـ - شمس الدين محمد الجويني، شاعر ومؤرخ ووزير إلخاني فارسي.
- 1025 هـ - أبو تراب فرقتي، شاعر إيراني.
- 1341 هـ - إسماعيل صبري، شاعر مصري من رواد مدرسة الإحياء والبعث.
- 1378 هـ - جورج أبيض، فنان مصري من أصل لبناني.
- 1437 هـ -
  - ماجد الشبل، مذيع أخبار سعودي.
  - مطيع الرحمن نظامي، زَعيم الجماعة الإسلامية في بنغلاديش.
- 1441 هـ - تيريز هلسة، فدائية فلسطينية.

## مناسبات
- يوم قدامى الجنود المعوقين في إيران.

## وصلات خارجية
- موقع قصة الإسلام: حدث في شهر شعبان.